# Toryminae
Toryminae Walker, 1833, è una sottofamiglia di insetti Hymenoptera Chalcidoidea della famiglia dei Torymidae comprendente specie parassitoidi soprattutto associate a fitofagi galligeni.

## Inquadramento sistematico
La sistematica interna dei Toryminae è controversa. Secondo alcuni orientamenti la sottofamiglia si suddivide in diverse tribù alcune delle quali sono in realtà proposte in altri schemi tassonomici al rango di sottofamiglia. L'Universal Chalcidoidea Database del National History Museum riporta la seguente classificazione interna:
Tribù Chalcimerini
- Chalcimerus

Tribù Microdontomerini
- Adontomerus
- Ditropinotus
- Eridontomerus
- Erimerus
- Idarnotorymus
- Idiomacromerus
- Microdontomerus
- Ophiopinotus
- Pseuderimerus
- Zophodetus

Tribù Monodontomerini
- Amoturoides
- Anneckeida
- Austroamotura
- Chrysochalcissa
- Monodontomerus
- Oopristus
- Perissocentrus
- Pradontomerus
- Rhynchodontomerus
- Rhynchoticida
- Zdenekius

Tribù Palachiini
- Gummilumpus
- Neopalachia
- Palachia
- Propalachia

Tribù Podagrionini
- Mantiphaga
- Micropodagrion
- Palmon
- Podagrion
- Podagrionella
- Propachytomoides

Tribù Torymini
- Allotorymus
- Austorymus
- Ecdamua
- Lissotorymus
- Mesodiomorus
- Odopoia
- Ovidia
- Physothorax
- Plesiostigmodes
- Torymus

Tribù Torymoidini
- Aloomba
- Platykula
- Pseudotorymus
- Torymoidellus
- Torymoides

Generi Incertae sedis
- Cryptopristus
- Echthrodape
- Exopristoides
- Exopristus
- Glyphomerus
- Perissocentroides
- Stenotorymus
- Thaumatorymus[3]
- Zaglyptonotus